# Alliaria
Genre
Synonymes
- Pallavicinia Cocc.
- Sisymbrion St.-Lag.

Classification phylogénétique
Alliaria est un genre de plante herbacée de la famille des Brassicacées.

## Liste des espèces
Selon NCBI (21 aout 2023), le genre compte deux espèces:
- Alliaria petiolata, l'Alliaire officinale
- Alliaria taurica

## Parasites
Phytomyza horticola est une espèce de mouches de la famille des Agromyzidae parasite de nombreuses espèces de plantes, dont celles du genre Alliaria.